# Liste der Mitglieder des Provinziallandtags der Provinz Sachsen (1882–1887)
Diese Liste gibt einen Überblick über die Mitglieder des Provinziallandtags der preußischen Provinz Sachsen in der Wahlperiode 1882 bis 1887.

## Allgemeines
Dies war der zweite Landtag, der nach der Provinzialordnung für die Provinzen Preußen, Brandenburg, Pommern, Schlesien und Sachsen vom 29. Juni 1875 gewählt wurde. Ausscheidende Abgeordnete wurden per Nachwahl ergänzt. Da die Liste den Stand 1882 reflektiert, fehlen die Abgeordnetenveränderungen während der Wahlperiode.
Präsident des Landtags war Otto zu Stolberg-Wernigerode.

## Liste der Abgeordneten
| Regierungsbezirk           | Wahlkreis               | Abgeordneter                                                                           | Anmerkung                                            |
| -------------------------- | ----------------------- | -------------------------------------------------------------------------------------- | ---------------------------------------------------- |
| Regierungsbezirk Magdeburg | Aschersleben            | Bürgermeister Gustav Brecht zu Quedlinburg                                             |                                                      |
| Regierungsbezirk Magdeburg | Aschersleben            | Stadtrat a. D. Friedrich Christian Drosihn zu Aschersleben                             |                                                      |
| Regierungsbezirk Magdeburg | Aschersleben            | Amtsrat Weydemann zu Hausneindorf                                                      |                                                      |
| Regierungsbezirk Magdeburg | Calbe a./S.             | Amtsrat Adolph von Dietze zu Barby                                                     |                                                      |
| Regierungsbezirk Magdeburg | Calbe a./S.             | Bürgermeister Wachtel zu Staßfurt                                                      |                                                      |
| Regierungsbezirk Magdeburg | Calbe a./S.             | Amtsvorsteher Bethge zu Eggersdorf                                                     |                                                      |
| Regierungsbezirk Magdeburg | Gardelegen              | Landrat Jacob von Gerlach zu Gardelegen                                                |                                                      |
| Regierungsbezirk Magdeburg | Gardelegen              | Rittergutsbesitzer Freiherr von Schenck zu Flechtingen                                 |                                                      |
| Regierungsbezirk Magdeburg | Gardelegen              | Kreisdeputierter und Rittergutsbesitzer von Goßler zu Zichtau                          |                                                      |
| Regierungsbezirk Magdeburg | Halberstadt             | Bürgermeister Gustav Bödcher zu Halberstadt                                            |                                                      |
| Regierungsbezirk Magdeburg | Halberstadt             | Gutsbesitzer Wesche zu Athenstedt                                                      |                                                      |
| Regierungsbezirk Magdeburg | Halberstadt             | Landrat Meyer zu Halberstadt                                                           |                                                      |
| Regierungsbezirk Magdeburg | Jerichow I              | Landrat Carl von Plotho zu Burg                                                        |                                                      |
| Regierungsbezirk Magdeburg | Jerichow I              | Tuchfabrikant Fordemann zu Burg                                                        |                                                      |
| Regierungsbezirk Magdeburg | Jerichow I              | Amtsvorsteher Modde zu Wehrden                                                         |                                                      |
| Regierungsbezirk Magdeburg | Jerichow II             | Landrath Graf Ludwig von Wartensleben zu Genthin                                       |                                                      |
| Regierungsbezirk Magdeburg | Jerichow II             | Bürgermeister Garlipp zu Sandau                                                        |                                                      |
| Regierungsbezirk Magdeburg | Jerichow II             | Schulze Gabriel zu Zerben                                                              |                                                      |
| Regierungsbezirk Magdeburg | Stadtkreis Magdeburg    | Generaldirektor Conrad Listemann zu Magdeburg                                          |                                                      |
| Regierungsbezirk Magdeburg | Stadtkreis Magdeburg    | Fabrikbesitzer Karl Gaertner zu Buckau                                                 |                                                      |
| Regierungsbezirk Magdeburg | Stadtkreis Magdeburg    | Kommerzienrat Freise zu Neustadt b. Magdeburg                                          |                                                      |
| Regierungsbezirk Magdeburg | Stadtkreis Magdeburg    | Stadtrat Julius Voigtel zu Magdeburg                                                   |                                                      |
| Regierungsbezirk Magdeburg | Neuhaldensleben         | Bürgermeister a. D. Werner Sachse zu Neuhaldensleben                                   |                                                      |
| Regierungsbezirk Magdeburg | Neuhaldensleben         | Gutsbesitzer Adolf Tangermann zu Belsdorf                                              |                                                      |
| Regierungsbezirk Magdeburg | Neuhaldensleben         | Ökonom Schneidewindt zu Ackendorf                                                      |                                                      |
| Regierungsbezirk Magdeburg | Osterburg               | Rittergutsbesitzer, Deichhauptmann Weycke zu Niesfelde                                 |                                                      |
| Regierungsbezirk Magdeburg | Osterburg               | Landrat Friedrich Gottlob Jakob von der Schulenburg zu Hohenberg                       |                                                      |
| Regierungsbezirk Magdeburg | Oschersleben            | Landrat Friedrich von Gerlach zu Oschersleben                                          |                                                      |
| Regierungsbezirk Magdeburg | Oschersleben            | Rittergutsbesitzer Brandes zu Schwanebeck                                              |                                                      |
| Regierungsbezirk Magdeburg | Salzwedel               | Landrat Werner von der Schulenburg zu Salzwedel                                        |                                                      |
| Regierungsbezirk Magdeburg | Salzwedel               | Bürgermeister Conrad von Holleuffer zu Salzwedel                                       |                                                      |
| Regierungsbezirk Magdeburg | Salzwedel               | Schulze Wiechmann zu Baars                                                             |                                                      |
| Regierungsbezirk Magdeburg | Stendal                 | Landrat Ludolf von Bismarck zu Stendal                                                 |                                                      |
| Regierungsbezirk Magdeburg | Stendal                 | Ortsschulze Kahrstedt zu Hüselitz                                                      |                                                      |
| Regierungsbezirk Magdeburg | Stendal                 | Bürgermeister Otto Wilhelm Theodor Werner zu Stendal                                   |                                                      |
| Regierungsbezirk Magdeburg | Wanzleben               | Landrat Simon Bernhard von Lavière zu Wanzleben                                        |                                                      |
| Regierungsbezirk Magdeburg | Wanzleben               | Amtsvorsteher Loeber zu Diesdorf                                                       |                                                      |
| Regierungsbezirk Magdeburg | Wanzleben               | Rittergutsbesitzer Koehne zu Domersleben                                               |                                                      |
| Regierungsbezirk Magdeburg | Wernigerode             | Graf Otto zu Stolberg-Wernigerode zu Wernigerode                                       |                                                      |
| Regierungsbezirk Magdeburg | Wernigerode             | Landrat Rudolph Elvers zu Wernigerode                                                  |                                                      |
| Regierungsbezirk Magdeburg | Wolmirstedt             | Kaufmann Zippel zu Rogätz                                                              |                                                      |
| Regierungsbezirk Magdeburg | Wolmirstedt             | Fabrikbesitzer Schütte zu Barleben                                                     |                                                      |
| Regierungsbezirk Magdeburg | Wolmirstedt             | Rittergutsbesitzer und Landrat a. D. Edo Friedrich Graf von der Schulenburg zu Angern  |                                                      |
| Regierungsbezirk Merseburg | Bitterfeld              | Rittergutsbesitzer Heinrich Ende zu Altjeßnitz                                         |                                                      |
| Regierungsbezirk Merseburg | Bitterfeld              | Bürgermeister Robert Sommer zu Bitterfeld                                              |                                                      |
| Regierungsbezirk Merseburg | Bitterfeld              | Amtsvorsteher Graßhof zu Glebitzsch                                                    |                                                      |
| Regierungsbezirk Merseburg | Delitzsch               | Landrat und Rittergutsbesitzer Wilhelm von Rauchhaupt zu Storckwitz                    |                                                      |
| Regierungsbezirk Merseburg | Delitzsch               | Bürgermeister Emil Schrecker zu Eilenburg                                              |                                                      |
| Regierungsbezirk Merseburg | Delitzsch               | Gutsbesitzer Golf zu Wölls                                                             |                                                      |
| Regierungsbezirk Merseburg | Eckartsberga            | Rittergutsbesitzer Heino von Münchhausen zu Herrengosserstedt                          |                                                      |
| Regierungsbezirk Merseburg | Eckartsberga            | Schulze und Amtsvorsteher Scherre zu Leubingen                                         |                                                      |
| Regierungsbezirk Merseburg | Stadtkreis Halle        | Oberbürgermeister a. D. Franz von Voß zu Halle                                         |                                                      |
| Regierungsbezirk Merseburg | Stadtkreis Halle        | Regierungsrat a. D. Stadtverordneter Karl Gneist zu Halle (Saale)                      |                                                      |
| Regierungsbezirk Merseburg | Stadtkreis Halle        | 0                                                                                      | Vakant. Der gewählte Bewerber hat die Wahl abgelehnt |
| Regierungsbezirk Merseburg | Liebenwerda             | Rittergutsbesitzer Karl Eduard Zachariae von Lingenthal zu Großkmehlen                 |                                                      |
| Regierungsbezirk Merseburg | Liebenwerda             | Landrat Carl Heinrich von Schaper zu Falkenberg                                        |                                                      |
| Regierungsbezirk Merseburg | Mansfelder Gebirgskreis | Landrat Friedrich von Koenen zu Meisdorf                                               |                                                      |
| Regierungsbezirk Merseburg | Mansfelder Gebirgskreis | Bürgermeister Jahr zu Hettstedt                                                        |                                                      |
| Regierungsbezirk Merseburg | Mansfelder Gebirgskreis | Rittergutsbesitzer Freiherr Balduin von Eller-Eberstein zu Morungen                    |                                                      |
| Regierungsbezirk Merseburg | Mansfelder Seekreis     | Landrat Karl von Wedel-Piesdorf zu Eisleben                                            |                                                      |
| Regierungsbezirk Merseburg | Mansfelder Seekreis     | Amtmann Wilhelm Spielberg zu Helbra                                                    |                                                      |
| Regierungsbezirk Merseburg | Mansfelder Seekreis     | Gutsbesitzer Carl Florstedt zu Hedersleben                                             |                                                      |
| Regierungsbezirk Merseburg | Merseburg               | Bürgermeister Gottlieb Friedrich Wilhelm Reinefarth zu Merseburg                       |                                                      |
| Regierungsbezirk Merseburg | Merseburg               | Amtsrat Max von Zimmermann zu Benkendorf                                               |                                                      |
| Regierungsbezirk Merseburg | Merseburg               | Amtsvorsteher Eduard Neubarth zu Wünschendorf                                          |                                                      |
| Regierungsbezirk Merseburg | Naumburg                | Landrat Max Barth zu Naumburg                                                          |                                                      |
| Regierungsbezirk Merseburg | Naumburg                | Bürgermeister Thorald Göbel zu Naumburg                                                |                                                      |
| Regierungsbezirk Merseburg | Querfurt                | Königlicher Kammerherr, Rittergutsbesitzer Graf von der Schulenburg zu Burgscheidungen |                                                      |
| Regierungsbezirk Merseburg | Querfurt                | Kammerherr Freiherr Eberhard von der Recke zu Berlin                                   |                                                      |
| Regierungsbezirk Merseburg | Querfurt                | Rittergutsbesitzer Julius Hagenguth zu Rothenschirmbach                                |                                                      |
| Regierungsbezirk Merseburg | Saalkreis               | Wirklicher Geheimer Rat Vollrath von Krosigk zu Poplitz                                |                                                      |
| Regierungsbezirk Merseburg | Saalkreis               | Gutsbesitzer Emil Faulwasser zu Custrena                                               |                                                      |
| Regierungsbezirk Merseburg | Saalkreis               | Gutsbesitzer Schönbrodt zu Osmünde                                                     |                                                      |
| Regierungsbezirk Merseburg | Sangerhausen            | Landrat Ludwig von Doetinchem de Rande zu Sangerhausen                                 |                                                      |
| Regierungsbezirk Merseburg | Sangerhausen            | Bürgermeister Moebest zu Artern                                                        |                                                      |
| Regierungsbezirk Merseburg | Sangerhausen            | Ökonom Gottschalk zu Wörsbach                                                          |                                                      |
| Regierungsbezirk Merseburg | Schweinitz              | Landrat Julius von Bodenhausen zu Schweinitz                                           |                                                      |
| Regierungsbezirk Merseburg | Schweinitz              | Bürgermeister Kaul zu Herzberg                                                         |                                                      |
| Regierungsbezirk Merseburg | Torgau                  | Landrat Georg Wilhelm Wiesand zu Torgau                                                |                                                      |
| Regierungsbezirk Merseburg | Torgau                  | Bürgermeister Horn zu Torgau                                                           |                                                      |
| Regierungsbezirk Merseburg | Torgau                  | Gutsbesitzer Küstner zu Trossin                                                        |                                                      |
| Regierungsbezirk Merseburg | Weißenfels              | Rittergutsbesitzer Karl Eduard Tellemann zu Schkölen                                   |                                                      |
| Regierungsbezirk Merseburg | Weißenfels              | Landrat Adolph von Richter zu Weißenfels                                               |                                                      |
| Regierungsbezirk Merseburg | Weißenfels              | Bürgermeister Ackermann zu Hohenmölsen                                                 |                                                      |
| Regierungsbezirk Merseburg | Wittenberg              | Landrat Kurt von Koseritz zu Wittenberg                                                |                                                      |
| Regierungsbezirk Merseburg | Wittenberg              | Rittergutsbesitzer Bodo Wilke Freiherr von Bodenhausen zu Radis                        |                                                      |
| Regierungsbezirk Merseburg | Wittenberg              | Bürgermeister Dr. Schild zu Wittenberg                                                 |                                                      |
| Regierungsbezirk Merseburg | Zeitz                   | Bürgermeister Arnold zu Zeitz                                                          |                                                      |
| Regierungsbezirk Merseburg | Zeitz                   | Oberamtmann Carl zu Hahnsburg                                                          |                                                      |
| Regierungsbezirk Erfurt    | Stadtkreis Erfurt       | Oberbürgermeister Richard Breslau zu Erfurt                                            |                                                      |
| Regierungsbezirk Erfurt    | Stadtkreis Erfurt       | Stadtrat, Kommerzienrat Ferdinand Lucius zu Erfurt                                     |                                                      |
| Regierungsbezirk Erfurt    | Stadtkreis Erfurt       | Bürgermeister Alfred Kirchhoff zu Erfurt                                               |                                                      |
| Regierungsbezirk Erfurt    | Landkreis Erfurt        | Landrat Karl von Müffling genannt Weiß (Landrat) zu Erfurt                             |                                                      |
| Regierungsbezirk Erfurt    | Landkreis Erfurt        | Amtsvorsteher Frankenhäuser zu Gispersleben                                            |                                                      |
| Regierungsbezirk Erfurt    | Heiligenstadt           | Landrat Sittig von Hanstein zu Heiligenstadt                                           |                                                      |
| Regierungsbezirk Erfurt    | Heiligenstadt           | Bürgermeister Ernst Petri zu Heiligenstadt                                             |                                                      |
| Regierungsbezirk Erfurt    | Langensalza             | Landrat Rudolf von Marschall zu Altengottern                                           |                                                      |
| Regierungsbezirk Erfurt    | Langensalza             | Bürgermeister Aderhold zu Langensalza                                                  |                                                      |
| Regierungsbezirk Erfurt    | Mühlhausen              | Oberbürgermeister Carl Engelhart zu Mühlhausen                                         |                                                      |
| Regierungsbezirk Erfurt    | Mühlhausen              | Geheimer Regierungsrat Levin Freiherr von Wintzingerode-Knorr zu Merseburg             |                                                      |
| Regierungsbezirk Erfurt    | Mühlhausen              | Bürgermeister Hochbaum zu Treffurt                                                     |                                                      |
| Regierungsbezirk Erfurt    | Nordhausen              | Landrat Eduard Wiprecht von Davier zu Nordhausen                                       |                                                      |
| Regierungsbezirk Erfurt    | Nordhausen              | Stadtrat Schulze zu Nordhausen                                                         |                                                      |
| Regierungsbezirk Erfurt    | Nordhausen              | Ökonom Wilhelm Apel jun. zu Bleicherode                                                |                                                      |
| Regierungsbezirk Erfurt    | Schleusingen            | Fabrikbesitzer Sauer zu Suhl                                                           |                                                      |
| Regierungsbezirk Erfurt    | Schleusingen            | Bürgermeister Ernst Thielow zu Schleusingen                                            |                                                      |
| Regierungsbezirk Erfurt    | Weißensee               | Landrat Lothar von den Brincken zu Weißensee                                           |                                                      |
| Regierungsbezirk Erfurt    | Weißensee               | Rittergutsbesitzer und Kreisdeputierter Dr. Robert Lucius von Ballhausen zu Berlin     |                                                      |
| Regierungsbezirk Erfurt    | Worbis                  | Landrat Albrecht Bernhard Frantz zu Worbis                                             |                                                      |
| Regierungsbezirk Erfurt    | Worbis                  | Kreisdeputierter Wilko Levin Graf von Wintzingerode zu Bodenstein                      |                                                      |
| Regierungsbezirk Erfurt    | Ziegenrück              | Landrat Ludwig Franz von Breitenbauch zu Burg Ranis                                    |                                                      |
| Regierungsbezirk Erfurt    | Ziegenrück              | Rittergutsbesitzer Herrmann Freiherr von Erffa zu Wernburg                             |                                                      |